# Hopkins FBI
Pour les articles homonymes, voir Hopkins.
Hopkins FBI est un jeu vidéo d'aventure en pointer-et-cliquer développé et édité par MP Entertainment, sorti en 1998 sur Windows, Linux, BeOS et OS/2.

## Accueil
Le jeu est accueilli plutôt positivement par le site Adventure Gamers qui lui donne la note de 3/5. En revanche, dans un long article, Richard Cobbett de PC Gamer explique pourquoi il déteste le jeu.